# Krti
Krti is een plaats in de gemeente Buzet in de Kroatische provincie Istrië. De plaats telt 74 inwoners (2001).